# Richard Quain (1800–1887)
Richard Quain, född i juli 1800 i Fermoy i Cork, död den 15 september 1887, var en engelsk anatom. Han var bror till Jones Quain och kusin till sir Richard Quain.
Quain, som var professor i deskriptiv anatomi vid universitetet i London, var liksom sin bror en framstående läkare, vars undersökningar om hjärtats fettdegeneration och om boskapspesten äger självständigt värde. Han testamenterade 75 000 pund sterling till University College i London.